# Jon Kuvlung
Jon Ingesson, más conocido como Jon Kuvlung (fallecido en Bergen en diciembre de 1188) fue un monje cisterciense pretendiente a la corona de Noruega desde 1185 hasta su muerte, en pugna con Sverre I. Se identificaba como hijo ilegítimo del rey Inge I el Corcovado.

## Biografía
Su sobrenombre deriva del nórdico antiguo kuvl, que significa manto o capa, aparentemente en alusión al hábito de los monjes. Jon era un monje de la abadía cisterciense de Hovedøya, en el Fiordo de Oslo. Su supuesta ascendencia real fue el motivo para que fuese elegido como líder de los restos del partido de los Heklung —prácticamente exterminado por el rey Sverre desde 1184—, se levantó en armas contra este último y fue proclamado rey en Viken en 1185. Su grupo armado fue conocido como los Kuvlung, y pronto ganó fuerza en el oriente y occidente del país.
En el otoño de 1186, los Kuvlung atacaron Nidaros, tomando a Sverre por sorpresa. Éste pudo refugiarse en el Castillo de Sion (actualmente Sverresborg) y forzó la retirada de los rebeldes.
En 1188, Sverre navegó hacia Viken para enfrentarse con Jon, pero éste y sus hombres marcharon hacia la ciudad de Bergen. El rey Sverre atacó esta última ciudad en la víspera de Navidad, y en la batalla murió el propio Jon, poniendo así fin a las aspiraciones de sus seguidores políticos.
La Saga de Sverre niega que Jon haya sido hijo de Inge I, aunque en la actualidad existen reservas acerca de la imparcialidad de esa fuente, ya que aparentemente su redacción fue auspiciada por el propio rey Sverre.